# چیزهایی برای ثروتمندان
چیزهایی برای ثروتمندان (ایتالیایی: Roba da ricchi) یک فیلم کمدی ایتالیایی به کارگردانی سرجو کوربوچی است که در سال ۱۹۸۷ منتشر شد.

## بازیگران

### بخش اول
- پائولو ویلاجیو
- سرنا گراندی
- مائوریتسیو میکلی
- آلدو رالی

### بخش دوم
- لینو بانفی
- لائورا آنتونلی
- میلنا ووکوتیک
- کلاودیا جرینی

### بخش سوم
- رناتو پوتستو
- فرانچسکا دلارا
- ویتوریو کاپریولی
- انتسو گارینی